# Museu Nacional de les Illes Fèroe
El Museu Nacional de les Illes Fèroe (Føroya Fornminnissavn en feroès) és el museu d'història cultural i natural de les illes Fèroe.

## Contingut
El museu exposa a l'edifici del carrer Brekkutún 6 de Hoyvík, una localitat del municipi de Tórshavn annexa a la capital. Les galeries expliquen la història natural i cultural de les Illes Feroe. S'hi explica des de l'origen de l'arxipèlag fa 65 milions d'anys fins a l'època dels primers assentament, l'arribada dels viking i el desenvolupament de la seva cultura a l'arxipèlag durant l'edat mitjana. La mostra inclou també roques i minerals, aus, plantes i peixos, així com eines agrícoles i de la vida marítima a les Illes Fèroe.
Els famosos Kikjubøstólarnir del segle xv, que formen part dels bancs originals de l'Olavskirkjan (Església de Sant Olaf) de Kirkjubøur, es troben entre els objectes culturals més valorats del Museu Nacional de Brekkutún 6; van estar a Dinamarca durant molts anys però finalment van tornar a les illes. També hi ha una rèplica del bot a rems tradicional de les Fèroe (entre altres rèpliques d'embarcacions), una col·lecció d'indumentària típica i troballes arqueològiques de l'era dels vikings.

### La casa museu Heima á Garði
Heima á Garði és una casa pairal situada també a Hoyvík, molt a prop de Tórshavn, que forma part del Museu Nacional de les Illes Fèroe. L'edifici principal va ser construït cap al 1812, però està moblat com les cases feroeses de principis del segke XX. La casa és un museu a l'aire lliure que mostra les estances i les eines que pertanyien a la pròpia casa.

## Història
La idea de fer un museu històric nacional es remunta al 1890, quan Jóannes Patursson va exigir a les Illes Fèroe el seu propi museu històric. A continuació es mostra una cronologia del seu desenvolupament:
- El 1898, durant la festa de l'Ólavsøka, es va inaugurar el Føroya Forngripagoymsla (Col·lecció Històrica de les Illes Fèroe).
- El 1916 el Føroya Forngripagoymsla es va convertir en Føroya Forngripafelag (Associació històrica de les Illes Fèroe)
- El 1928 M. A. Jacobsen i el matrimoni format per Hans Andrias Djurhuus i Petra Djurhuus reorganitzen el museu.
- Entre 1930 i 1950 tant el polític Andreas Weihe (1867-1946) com l'historiador feroès Sverri Dahl (1910-1987), que va investigar durant els anys 1940 l'època vikinga a les Illes Fèroe, van ser un valor important per al desenvolupament del museu.
- El 1952 el løgting va reanomenar la Col·lecció Històrica amb el nom de Museu Històric de les Fèroe.
- Des de 1996 el museu s'allotja a Hoyvík en un nou edifici amb biblioteca.